# نستور اسکوتا
نستور اسکوتا (انگلیسی: Néstor Scotta; ۷ آوریل ۱۹۴۸ – ۸ ژانویهٔ ۲۰۰۱) بازیکن فوتبال اهل آرژانتین بود.
از باشگاه‌هایی که در آن بازی کرده‌است می‌توان به باشگاه فوتبال ریور پلاته، باشگاه ورزشی دیپورتیوو کالی، و باشگاه فوتبال راسینگ کلوب آویاندا اشاره کرد.